# Schöner unsere Städte und Gemeinden

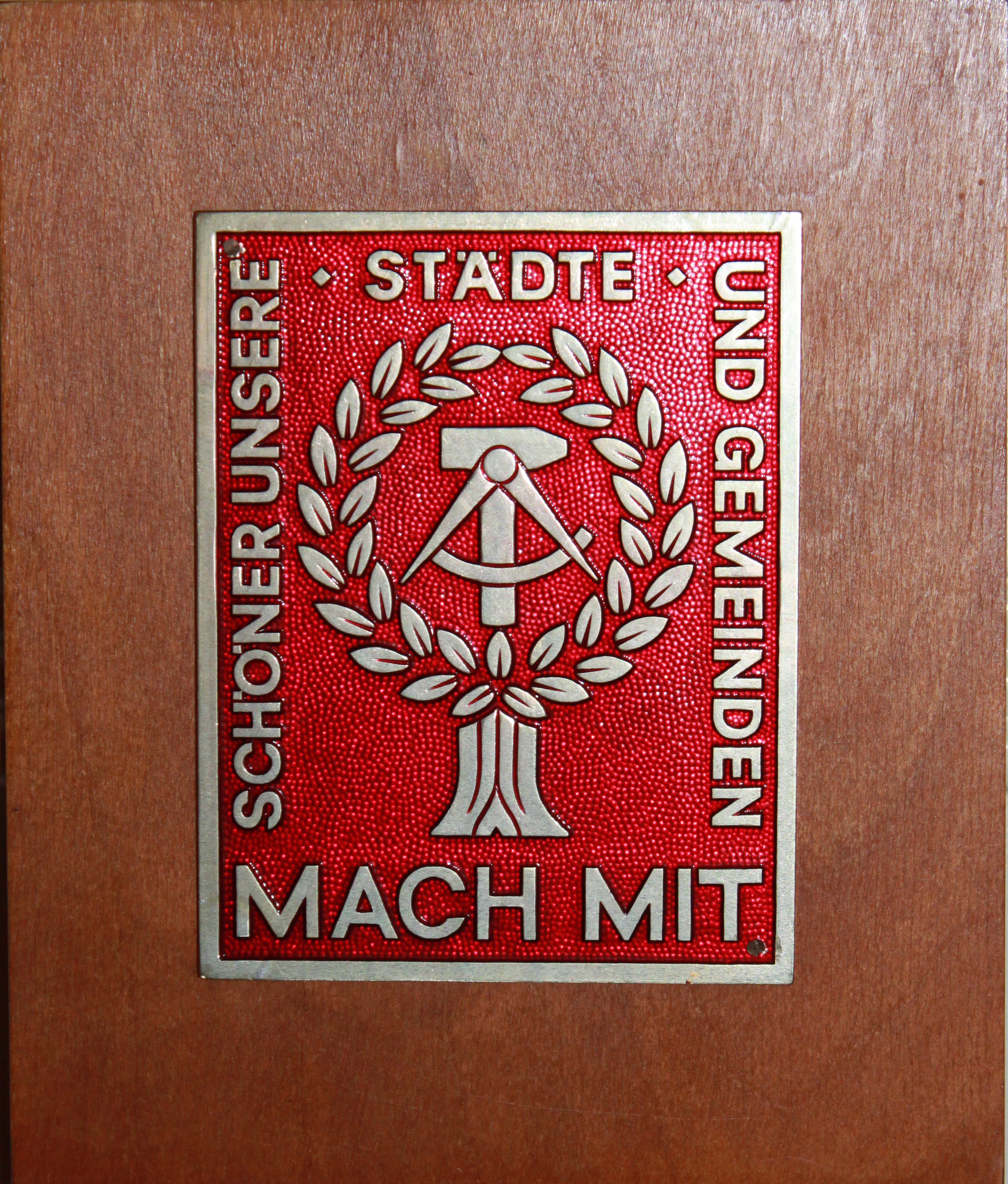
Logo der Aktion (als Schild auf einem Holzbrett in Gebäuden der Teilnehmer angebracht, oder als Abzeichen für Verdienste der Teilnehmer verliehen)

Ehrenmedaille der Stadt Dresden – Dank und Anerkennung – Für vorbildliche VMI Leistungen

Schöner unsere Städte und Gemeinden – Mach mit! war eine der größten Aktionen der Nationalen Front der DDR und eine Form der volkswirtschaftlichen Masseninitiative. 

## Beschreibung
Die Aktion knüpfte an das Nationale Aufbauwerk an. Die Ende der 1960er Jahre aus der „Torgauer Initiative“ entwickelte staatlich gelenkte Bürgerinitiative in Form eines sozialistischen Wettbewerbs hatte die Verbesserung der Wohn- und Lebensqualität zum Ziel. Die DDR-Bürger wurden dazu angehalten, in ihrer Freizeit und an Wochenenden (Subbotnik) unentgeltliche Arbeitsleistungen vor allem bei der Verschönerung des Wohnumfelds zu erbringen. Meist erfolgte die Beteiligung im Rahmen von Haus-, Wohngebiets- oder Dorfgemeinschaften, örtlichen Organisationen, Sport- oder Arbeitskollektiven.
Im „Gesetz über die örtlichen Volksvertretungen“ wurde die Organisation der Bürgerinitiative den örtlichen Stadt- und Gemeindevertretungen gemeinsam mit den örtlichen Ausschüssen der Nationalen Front übertragen. Diese benannten zentrale Objekte wie Parkanlagen oder öffentliche Spielplätze, für die von staatlicher Seite nur begrenzte finanzielle Mittel oder Baukapazitäten zur Verfügung standen.
Erfolgreiche Städte und Gemeinden wurden mit Urkunden, Medaillen und Geldprämien ausgezeichnet. Ebenso wurden einzelne Bürger und Kollektive für „vorbildliche Leistungen“ geehrt, wofür 1969 das Abzeichen für Verdienste in der Mach-Mit-Bewegung geschaffen wurde.
In den letzten Jahren der DDR nahm die Resonanz in der Bevölkerung immer mehr ab und beschränkte sich meist auf das unmittelbare Wohnumfeld. Zu den Gründen dafür gehörte unter anderem der Mangel an Material und Arbeitsmitteln. Zur Resignation der Bürger führte auch der Umstand, dass vielerorts mit großem Aufwand in Ordnung gebrachte Objekte und Anlagen anschließend wieder sich selbst überlassen wurden.
Mit der Aktion verbunden waren auch „Mach-Mit-Zentren“ der Kommunalen Wohnungsverwaltungen (KWV). In einem „Mach-Mit-Zentrum“ oder Reparaturstützpunkt der örtlichen KWV konnten Mieter Werkzeug ausleihen und Baumaterial erhalten. Mieter in der DDR übernahmen so Bau- und Instandhaltungsaufgaben, die eigentlich in den Zuständigkeitsbereich der KWV gefallen wären.

## Varia
In Leipzigs Stadtteil Sellerhausen gelang es Anfang der 1980er-Jahre einzelnen Mitgliedern der dortigen evangelischen Kirchgemeinde, ihre freiwilligen Arbeitsstunden zur Umgestaltung der Emmauskirche bei ihren Betrieben als NAW-Leistung (NAW = Nationales Aufbauwerk) anerkennen zu lassen. Das führte zu dem für die DDR außergewöhnlichen Umstand, dass im Mai 1981 der Emmausgemeinde vom Nationalrat der Nationalen Front der DDR die Ehrenmedaille „Schöner unsere Städte und Gemeinden“ verliehen wurde – zusammen mit einer Prämie von 100 DDR-Mark.

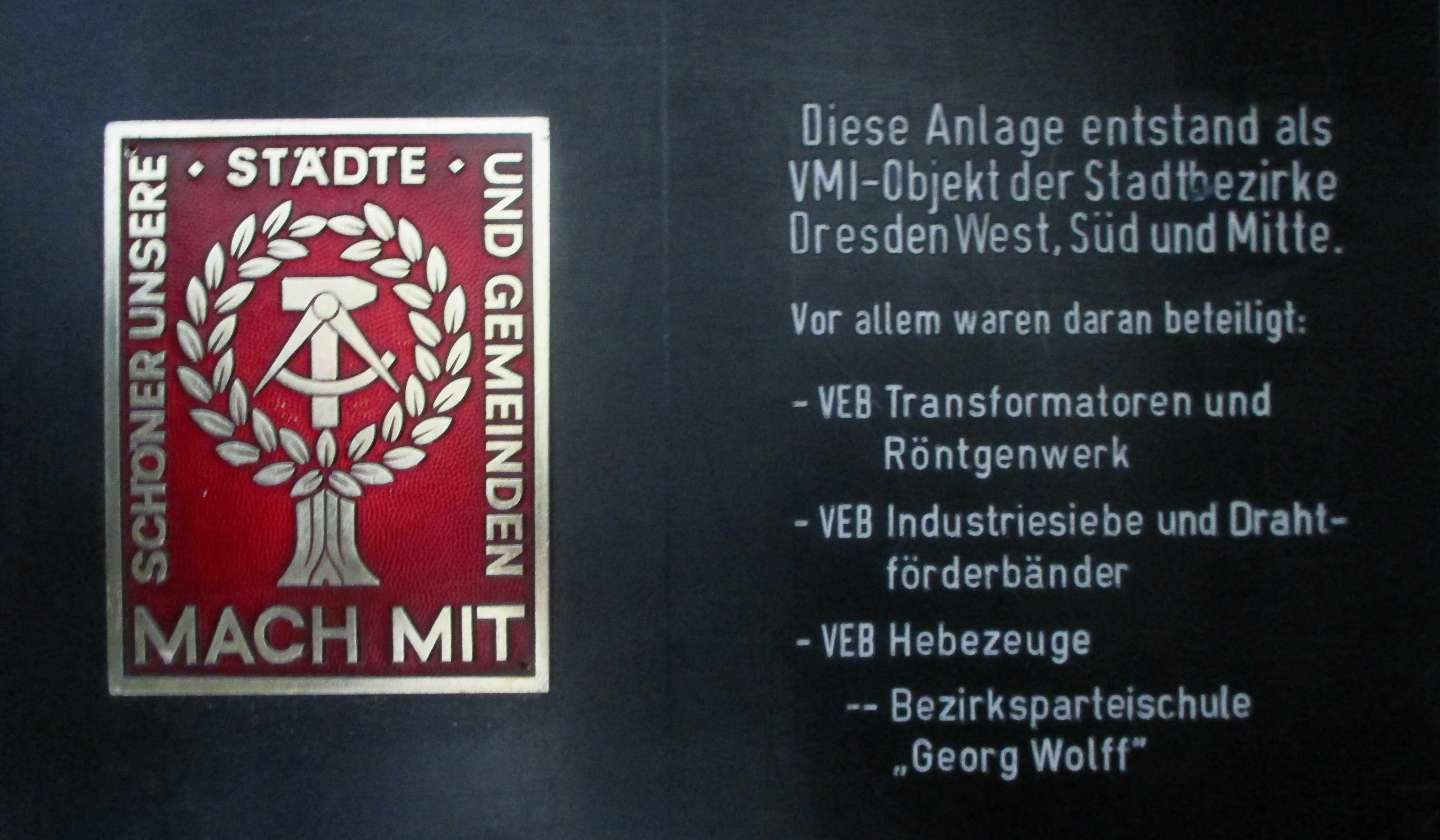
Mach mit - Schöner unsere Städte und Gemeinden - VMI-Objekt der Stadtbezirke Dresden West, Süd und Mitte
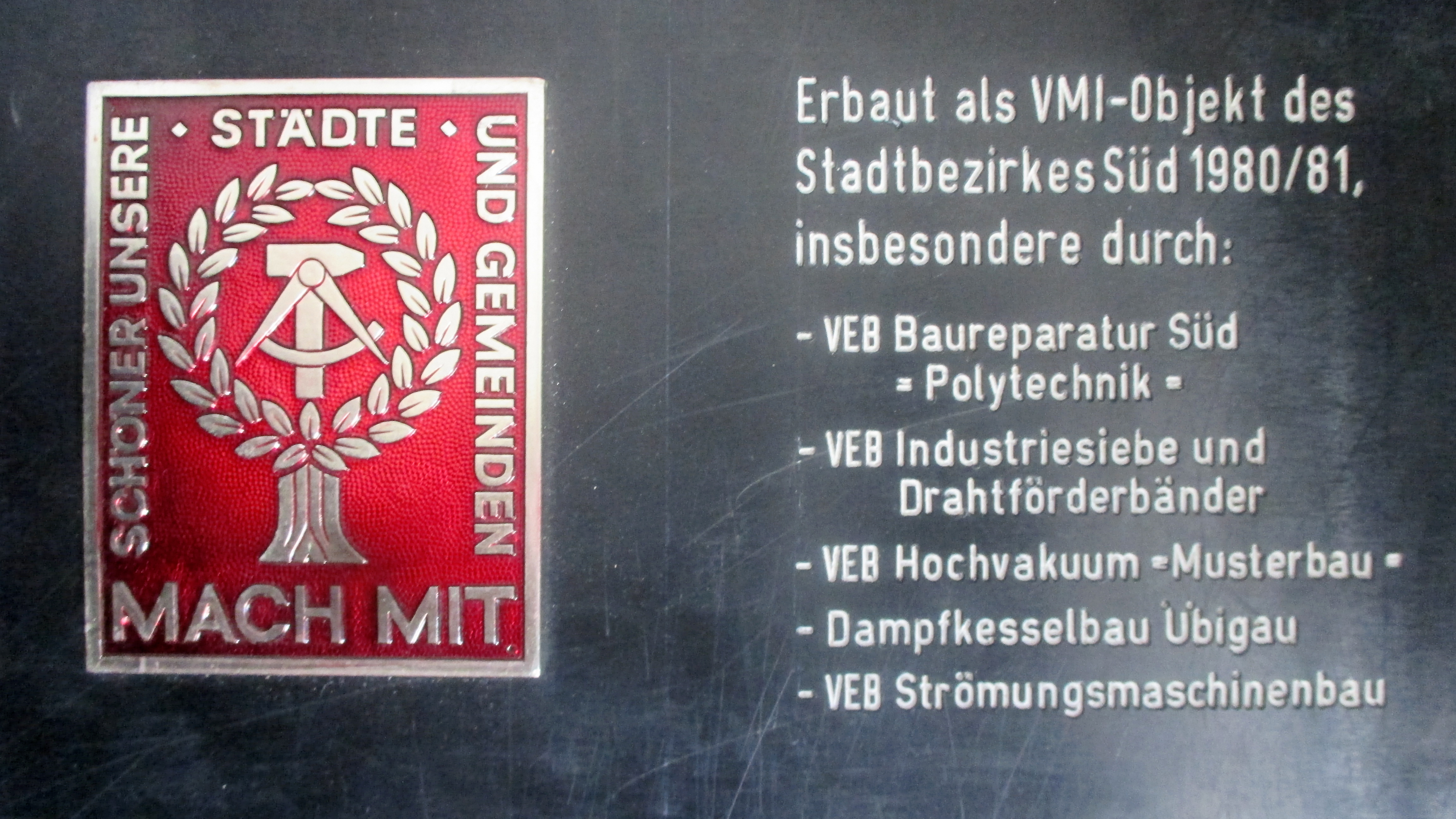
Mach mit - Schöner unsere Städte und Gemeinden - VMI-Objekt des Stadtbezirkes Süd 1980/81